# Sozialgericht Mainz

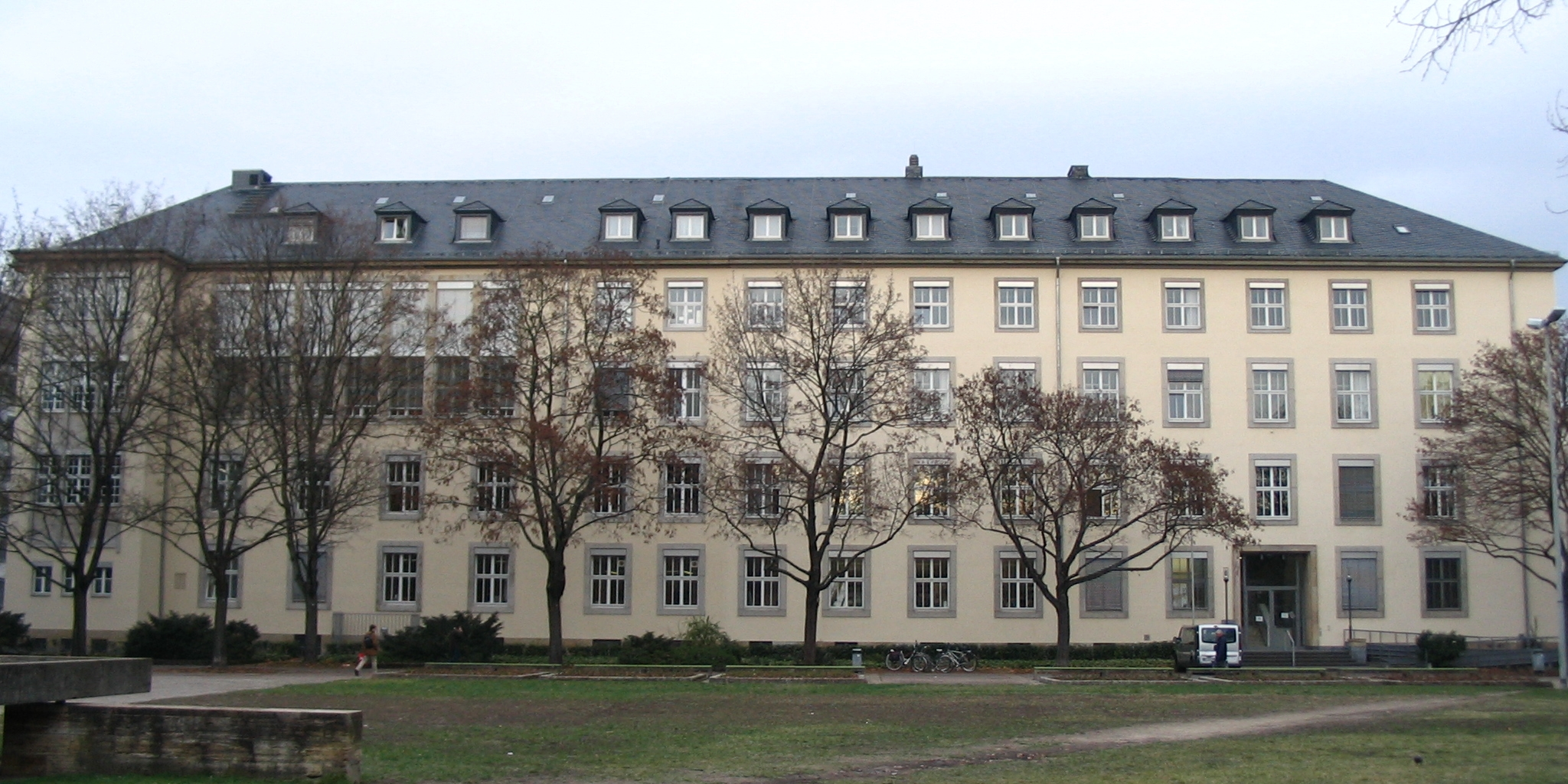
Das Gebäude des Sozialgerichts Mainz, in dem auch das Landessozialgericht Rheinland-Pfalz und das Landesarbeitsgericht Rheinland-Pfalz untergebracht sind.

Das Sozialgericht Mainz ist ein Gericht der Sozialgerichtsbarkeit von Rheinland-Pfalz.

## Gerichtssitz und -bezirk
Das Sozialgericht (SG) hat seinen Sitz in Mainz. Der Gerichtsbezirk umfasst die Städte Mainz und Worms, die Landkreise Mainz-Bingen, Alzey-Worms, Bad Kreuznach und Birkenfeld sowie im Rhein-Hunsrück-Kreis die Verbandsgemeinde Kastellaun, die Verbandsgemeinde Kirchberg (Hunsrück), die Verbandsgemeinde Rheinböllen und die Verbandsgemeinde Simmern/Hunsrück. 
Es ist eines von vier Sozialgerichten im Bezirk des Landessozialgerichts Rheinland-Pfalz.

## Gerichtsgebäude
Das Gerichtsgebäude befindet sich am Ernst-Ludwig-Platz 1 im Bezirk Mainz-Altstadt. In ihm sind auch das Landessozialgericht Rheinland-Pfalz und das Landesarbeitsgericht Rheinland-Pfalz untergebracht.

## Übergeordnete Gerichte
Dem Sozialgericht Mainz sind das Landessozialgericht Rheinland-Pfalz und das Bundessozialgericht übergeordnet.